# Man of the Woods
Man of the Woods je páté studiové album amerického zpěváka Justina Timberlakea. Vydáno bylo 2. února roku 2018 společností RCA Records. Timberlake desku označil za velmi osobní dílo, které bylo inspirováno jeho rodinou a místa, odkud pochází. Album bylo oznámeno měsíc před jeho plánovaným vydáním, 2. ledna 2018. Album, stejně jako první singl, bylo oznámeno prostřednictvím minutového videa, které bylo zveřejněno na zpěvákových sociálních sítích. V traileru se vyskytuje také Pharrell Williams. První singl z alba, „Filthy“, byl vydán 5. ledna 2018. K písni byl rovněž natočen videoklip, jehož režisérem byl Mark Romanek.

## Seznam skladeb
1. Filthy
2. Midnight Summer Jam
3. Sauce
4. Man of the Woods
5. Higher, Higher
6. Wave
7. Supplies
8. Morning Light
9. Say Something
10. Hers (Interlude)
11. Flannel
12. Montana
13. Breeze Off the Pond
14. Livin' Off the Land
15. The Hard Stuff
16. Young Man